# Lucien C. Gause

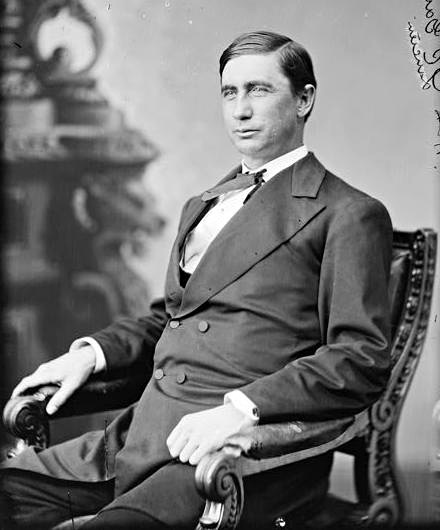
Lucien C. Gause

Lucien Coatsworth Gause (* 25. Dezember 1836 bei Wilmington, North Carolina; † 5. November 1880 in Jacksonport, Arkansas) war ein US-amerikanischer Politiker. Zwischen 1875 und 1879 vertrat er den ersten Wahlbezirk des Bundesstaates Arkansas im US-Repräsentantenhaus.

## Leben
Lucien Gause zog noch in jungen Jahren in das Lauderdale County in Tennessee. Dort genoss er eine private Ausbildung. Später studierte er an der University of Virginia in Charlottesville.  Nach einem anschließenden Jurastudium an der Cumberland University in Lebanon und seiner Zulassung als Rechtsanwalt begann er 1859 in Jacksonport in seinem neuen Beruf zu arbeiten. Während des Bürgerkrieges stieg er in der Armee der Konföderierten Staaten vom Lieutenant bis zum Colonel auf. Nach dem Krieg arbeitete er wieder als Rechtsanwalt in Jacksonport.
Gause war Mitglied der Demokratischen Partei. Im Jahr 1866 war er Abgeordneter im Repräsentantenhaus von Arkansas. Danach war er vor der Wiederaufnahme des Staates Arkansas in die Union dessen Vertreter bei der Bundesregierung in Washington. Nach den Kongresswahlen des Jahres 1872 legte er erfolglos Einspruch gegen die Wahl des Republikaners Asa Hodges in das US-Repräsentantenhaus ein. Zwei Jahre später wurde er dann als zum Nachfolger von Hodges in den Kongress gewählt. Nach einer Wiederwahl im Jahr 1876 konnte Gause sein Mandat zwischen dem 4. März 1875 und dem 3. März 1879 ausüben.
Nachdem er im Jahr 1878 auf eine weitere Kandidatur verzichtet hatte und daher 1879 aus dem Repräsentantenhaus ausgeschieden war, arbeitete Gause bis zu seinem Tod im November 1880 wieder als Rechtsanwalt in Jacksonport.